# 圣科兹马东布尧
圣科兹马东布尧（匈牙利語：Szentkozmadombja）是匈牙利佐洛州所辖的一个村，总面积5.08平方公里，总人口84，人口密度16.5人/平方公里（2010年1月1日）。